# 未来世界
『未来世界』（みらいせかい、原題：Future World）は、1976年制作のアメリカ合衆国のSFアクション映画。
映画『ウエストワールド』の続編。第4回サターンSF映画賞主演女優賞受賞（ブライス・ダナー）。
日本でのビデオタイトルは『SF未来世界』。

## あらすじ
敏腕記者チャックは、女性キャスターのトレイシーと共に巨大アミューズメント・パーク「デロス・ランド」の取材に向かう。
そこは数年前、中の西部世界（ウエストワールド）で起きたロボットの反乱によって一時閉鎖していたが、新しく未来世界（フューチャーワールド）が加わり、新規にオープンしていた。そして現在は、オーナーのダフィーとシュナイダー博士以外は、最新コンピューターとそのオペレーターのアンドロイドにより動かされていた。
かねてから「デロス・ランド」に疑惑を持っていたチャックは、トレイシーと人間だった技師のハリーの協力を得て探索を始める。すると、謎の部屋で世界各国から招待された高官や自分達と瓜二つのクローン人間が作られているのを見た。
実はここでは、世界各国の高官をクローン人間にすりかえて世界を征服しようという、恐るべき計画が進められていたのだ。

## キャスト
| 役名                   | 俳優                     | 日本語吹替 | 日本語吹替                                                         |
| 役名                   | 俳優                     | 日本テレビ版 | DVD版                                                              |
| ---------------------- | ------------------------ | --- | ------------------------------------------------------------------ |
| チャック・ブローニング | ピーター・フォンダ       | 津嘉山正種 | 佐藤宇                                                             |
| トレイシー・バラード   | ブライス・ダナー         | 宗形智子 | 桐村まり                                                           |
| ダフィー               | アーサー・ヒル           | 大木民夫 | 新藤涼平                                                           |
| ザ・ガンスリンガー     | ユル・ブリンナー         | |                                                                    |
| シュナイダー博士       | ジョン・ライアン         | 川合伸旺 |                                                                    |
| ハリー                 | スチュアート・マーゴリン | 坂口芳貞 | かとうかおる                                                       |
| ロン・サーロウ         | ジム・アントニオ         | 山下啓介 | 阿部晋一                                                           |
| ホルコム               |                          | 嶋俊介 |                                                                    |
| ゲームショーの司会者   | アレン・ラデン           | 村松康雄 |                                                                    |
| ショーティー           | ジム・エバーハート       | 峰恵研 |                                                                    |
| 記者                   | ハワード・フィンチ       | 藤本譲 |                                                                    |
| その他                 |                          | 城山知馨夫 小島敏彦 佐久間あい 朝井良江 秋元羊介 千田光男 平林尚三 若本規夫 高橋ひろ子 東富士郎 三枝みち子 佐々木優子 | 金親義彦 加藤優季 森崎宣仁 河原田仁美 高橋美咲 佐久間渉平 吉岡沙知 |
|                        |                          | |                                                                    |
| 演出                   |                          | 小山悟 | 岡崎喜之                                                           |
| 翻訳                   |                          | 平田勝茂 | (有)ジェイ・ゴードン・インターナショナル                           |
| 調整                   |                          | 前田仁信 |                                                                    |
| 効果                   |                          | 芦田公雄 |                                                                    |
| 制作                   |                          | 東北新社 |                                                                    |
| 初回放送               |                          | 1982年11月10日 『水曜ロードショー』                                                                                   | 2012年5月11日発売                                                  |

・2019年5月15日発売のBlu-rayには全ての日本語吹替を収録